# ユーリー・デラロサ
ユーリー・デラロサ（Eury De La Rosa, 1990年2月24日 - ）は、ドミニカ共和国・サンティアゴ州サンティアゴ・デ・ロス・カバリェロス出身のプロ野球選手（投手）。左投左打。2019年現在はフリーエージェント。

## 経歴

### ダイヤモンドバックス時代
2008年6月27日にアリゾナ・ダイヤモンドバックスと契約。この年は傘下のルーキー級アリゾナリーグ・ダイヤモンドバックスで13試合に登板し、1勝2敗2セーブ・防御率2.11だった。
2009年はルーキー級ミズーラ・オスプレイで14試合に登板し、0勝2敗・防御率5.35だった。
2010年はA-級ヤキマ・ベアーズで27試合に登板し、1勝1敗9セーブ・防御率1.00だった。
2011年はA級サウスベンド・シルバーホークスで39試合に登板し、1勝0敗10セーブ・防御率1.36だった。9月からはA+級バイセイリア・ローハイドとAAA級リノ・エーシズでそれぞれ1試合に登板した。
2012年はAA級モービル・ベイベアーズで53試合に登板し、4勝4敗8セーブ・防御率2.84だった。オフの11月19日にダイヤモンドバックスとメジャー契約を結び、40人枠入りした。
2013年3月2日にダイヤモンドバックスと1年契約に合意。3月13日にAAA級リノへ配属され、開幕を迎えた。AAA級リノで37試合に登板後、7月11日にメジャーへ昇格し、7月14日のミルウォーキー・ブルワーズ戦でメジャーデビュー。4点ビハインドの8回表から登板し、2回を無安打無失点3奪三振に抑えた。シーズン2試合目の登板となった7月21日のサンフランシスコ・ジャイアンツ戦では、1点リードの6回裏2死三塁の場面で登板し、ブランドン・ベルトを遊飛に抑え、初ホールドを記録したが、有望株のタイラー・スカッグスを昇格させるため、7月22日にAAA級リノへ降格した。8月11日に再昇格。その後はリリーフに定着し、8月は12試合の登板で防御率1.04を記録していたが、9月は5試合の登板にとどまり、全ての試合で失点を記録した。この年は19試合に登板し、0勝1敗・防御率7.36だった。
2014年3月3日にダイヤモンドバックスと1年契約に合意。3月9日にAAA級リノへ配属され、前年と同じくAAA級で開幕を迎えた。AAA級リノで36試合に登板後、7月5日にメジャーへ昇格。この年は25試合に登板し、2勝0敗・防御率2.95だった。オフの12月12日にDFAとなった。

### パドレス傘下時代
2014年12月18日に金銭トレードでオークランド・アスレチックスへ移籍した。
2015年は開幕をAAA級ナッシュビル・サウンズで迎えた。4月30日にウェーバーでロサンゼルス・ドジャースに移籍したが、5月23日に再びウェーバーでサンディエゴ・パドレスに移籍。しかし、6月19日にDFAとなり、40人枠を外れる形で傘下のAAA級エル・パソ・チワワズに配属された。11月6日に自由契約となり、オフはドミニカ共和国のウィンターリーグでプレー。

### 米独立リーグ時代
2016年4月18日に独立リーグ・アトランティックリーグのロングアイランド・ダックスと契約。

### アストロズ傘下時代
2016年8月19日にヒューストン・アストロズとマイナー契約を結ぶ。

### 米独立リーグ時代（2期）
2017年2月15日にロングアイランド・ダックスと再契約。シーズン終了後フリーエージェントとなる。

## 詳細情報

### 年度別投手成績
| 年 度    | 球 団    | 登 板 | 先 発 | 完 投 | 完 封 | 無 四 球 | 勝 利 | 敗 戦 | セ 丨 ブ | ホ 丨 ル ド | 勝 率 | 打 者 | 投 球 回 | 被 安 打 | 被 本 塁 打 | 与 四 球 | 敬 遠 | 与 死 球 | 奪 三 振 | 暴 投 | ボ 丨 ク | 失 点 | 自 責 点 | 防 御 率 | W H I P |
| -------- | -------- | ----- | ----- | ----- | ----- | -------- | ----- | ----- | -------- | ----------- | ----- | ----- | -------- | -------- | ----------- | -------- | ----- | -------- | -------- | ----- | -------- | ----- | -------- | -------- | ------- |
| 2013     | ARI      | 19    | 0     | 0     | 0     | 0        | 0     | 1     | 0        | 2           | .000  | 62    | 14.2     | 13       | 5           | 5        | 0     | 0        | 16       | 1     | 0        | 13    | 12       | 7.36     | 1.22    |
| 2014     | ARI      | 25    | 0     | 0     | 0     | 0        | 2     | 0     | 0        | 0           | 1.000 | 158   | 36.2     | 37       | 2           | 14       | 4     | 3        | 32       | 1     | 1        | 12    | 12       | 2.95     | 1.39    |
| MLB：2年 | MLB：2年 | 44    | 0     | 0     | 0     | 0        | 2     | 1     | 0        | 2           | .667  | 220   | 51.1     | 50       | 7           | 19       | 4     | 3        | 48       | 2     | 1        | 25    | 24       | 4.21     | 1.34    |

- 2018年度シーズン終了時

### 年度別守備成績
| 年 度 | 球 団 | 投手（P） | 投手（P） | 投手（P） | 投手（P） | 投手（P） | 投手（P） |
| 年 度 | 球 団 | 試 合     | 刺 殺     | 補 殺     | 失 策     | 併 殺     | 守 備 率  |
| ----- | ----- | --------- | --------- | --------- | --------- | --------- | --------- |
| 2013  | ARI   | 19        | 0         | 2         | 1         | 0         | .667      |
| 2014  | ARI   | 25        | 0         | 6         | 0         | 1         | 1.000     |
| MLB   | MLB   | 44        | 0         | 8         | 1         | 1         | .889      |

- 2018年度シーズン終了時

### 背番号
- 56 (2013年 - 2014年)